# حي العدل
حي العدل هو أحد المناطق الإدارية والأحياء الرئيسية التابعة لمحافظة بغداد عاصمة جمهورية العراق. ويقع حي العدل غرب العاصمة بغداد. ويحتوي الحي على ثمانية مساجد حديثة هي:
- جامع التقوى.
- جامع مالك بن أنس.
- جامع لا اله الا الله محمد رسول الله.
- جامع عبد الرحمن بن عوف.
- جامع أحمد بن حنبل.[3]

## وصلات خارجية
- خريطة حي العدل من موقع ويكيمابيا